# Прапор Топорівців (Коломийський район)
Пра́пор Топорівців — офіційний символ села Топорівці, Коломийського району Івано-Франківської області, затверджений 24 червня 2007 р. рішенням Топорівської сільської ради.
Автори — Андрій Гречило та Уляна Гречило.

## Опис
Квадратне полотнище, що складається з двох рівновеликих вертикальних смуг — червоної (від древка) та чорної, у центрі — жовтий сніп пшениці, у верхніх кутах — по білій лілеї.

## Зміст
Сніп пшениці уособлює дружність і злагоду мешканців села, вказує на сільське господарство як основний вид заняття. Жовтий колір виступає як свідчення добробуту та щедрості. Лілеї є геральдичним символом Богородиці й у даному разі вказують на храмове свято — Першої Пречистої. Червоний і чорний кольори відображають давні бойові традиції, активну участь топорівців у боротьбі за незалежність України. Чорний колір також символізує родючі чорноземи, на яких розташоване село.